# Hôtel de Lauzun
L'hôtel de Lauzun, ou hôtel Pimodan, est un hôtel particulier situé sur l'île Saint-Louis à Paris, en France.

## Localisation
L'hôtel est situé dans le 4e arrondissement de Paris, sur la rive nord de l'île Saint-Louis, au 17, quai d'Anjou.

## Histoire
L'hôtel de Lauzun est construit entre 1657 et 1658 par l'architecte français Charles Chamois pour le financier Charles Gruyn. Il est décoré par le peintre Michel Dorigny (1616-1665), élève et gendre de Simon Vouet qui a hérité de l'atelier du maître après sa mort en 1649. On connaît de lui à l'hôtel de Lauzun, Le Triomphe de Cérès, La Toilette de Vénus, Diane et Endymion ainsi que Le Triomphe de Flore.
Il fut acheté et habité en 1682 par le duc de Lauzun, en 1685 par le marquis de Richelieu qui le revendit en 1709 à Pierre-François Ogier, Grand Audiencier de France et receveur général du Clergé de France. Il passa par la suite à son fils, Jean-François Ogier, qui le revendit en 1764 à René-Louis de Froulay, marquis de Tessé. Il passa en 1769 à ses petits-enfants, les Saulx-Tavannes, qui le cédèrent en 1779 au marquis de Lavallée de Pimodan qui l'occupa jusqu'à la Révolution. 
L'écrivain Roger de Beauvoir y a vu le jour en novembre 1806 et y vécut. 
Cet hôtel fut restauré par le bibliophile et collectionneur Jérôme Pichon qui louait certaines salles à des créateurs.
Charles Baudelaire habite en ces lieux d'octobre 1843 à septembre 1845, au dernier étage, dans un petit appartement donnant sur la cour. Il y reçoit Madame Sabatier et y écrit son poème L'Invitation au voyage. Parmi ses voisins dans l'immeuble, il y a son ami Théophile Gautier, cofondateur du Club des Haschischins et de l'expérience des Paradis artificiels, et le peintre Joseph Ferdinand Boissard de Boisdenier (1813-1866), chez qui avaient lieu les séances mensuelles du club. Au rez-de-chaussée se trouve le brocanteur Arondel auprès duquel Baudelaire s'endette lourdement. 
Le 23 mars 2022, la mairie de Paris y a fait apposer une plaque commémorative en hommage à Charles Baudelaire. 

Vues anciennes
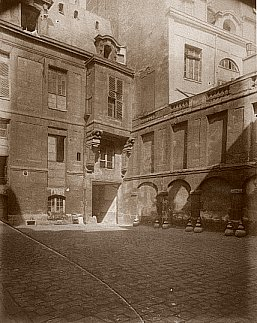
Cour intérieure.
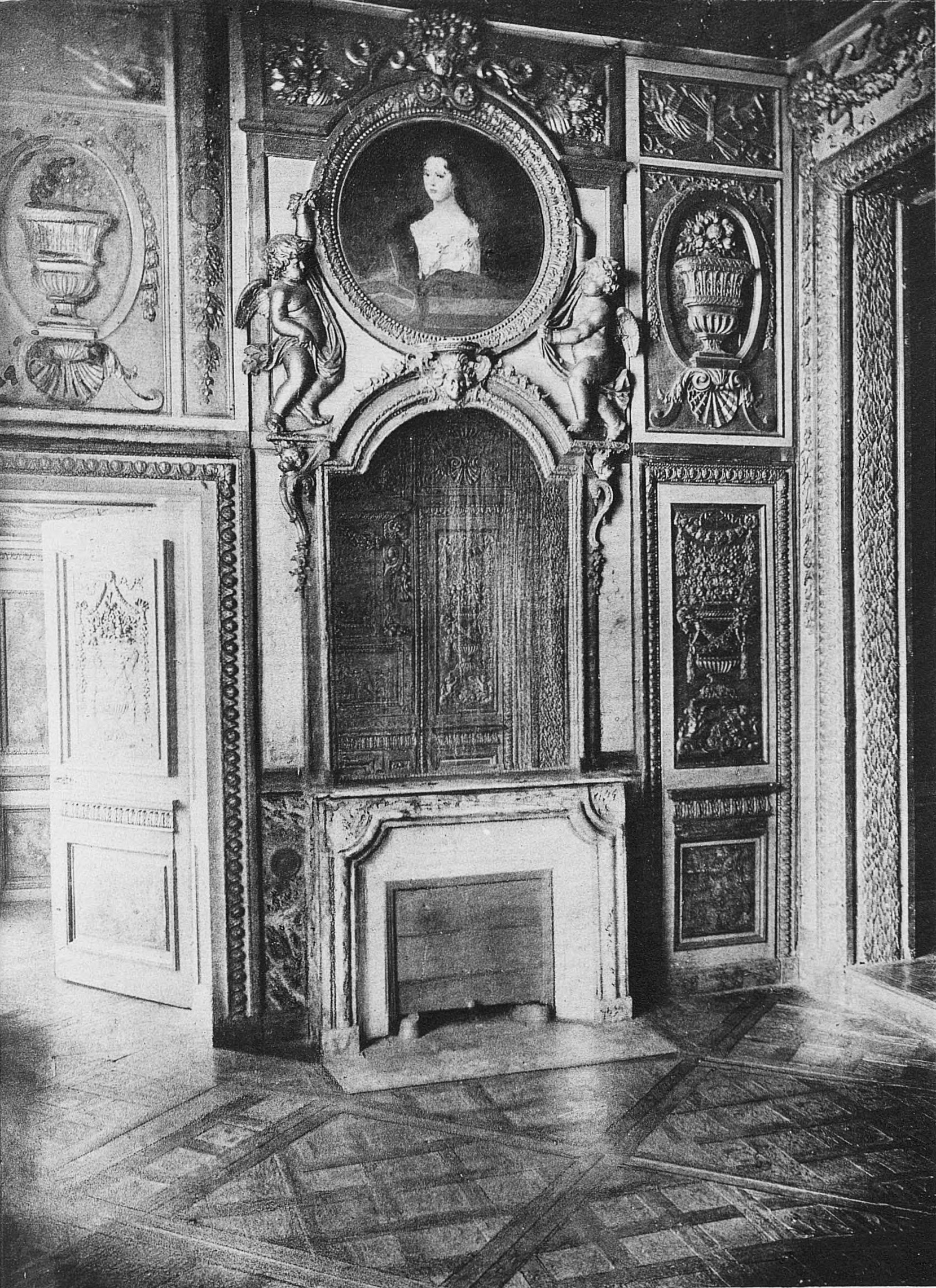
Intérieur.
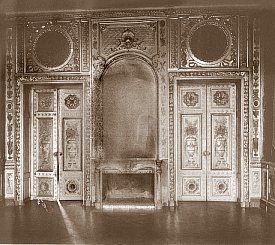
Intérieur.
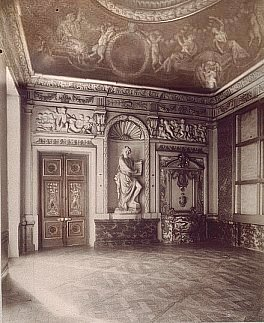
Intérieur.
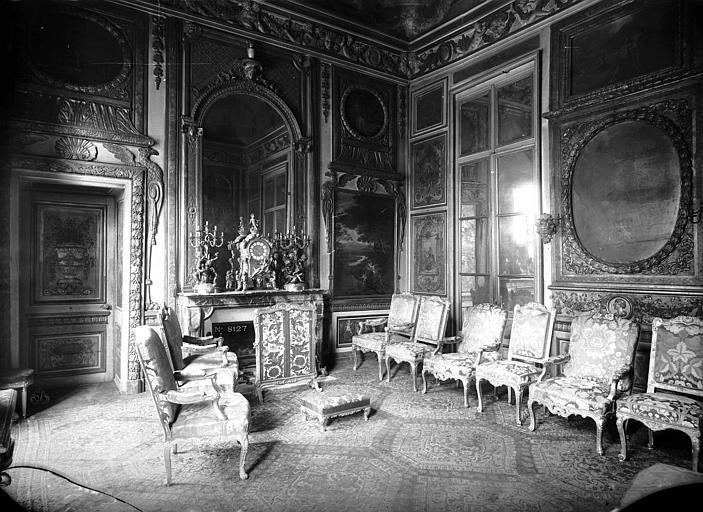
Grand salon.
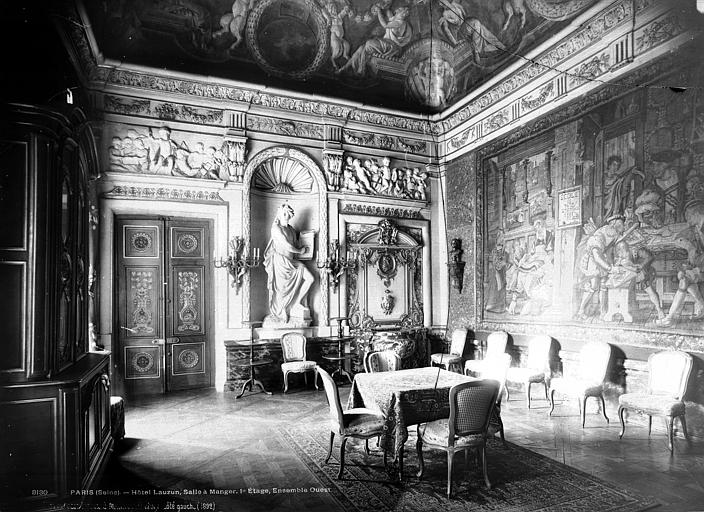
Salle à manger.
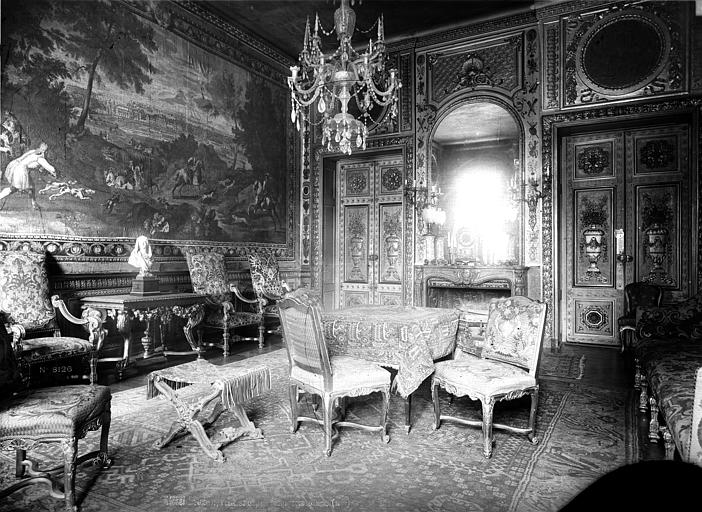
Petit salon.

L'édifice est classé au titre des monuments historiques en 1906 et depuis 1928 l'hôtel de Lauzun est propriété de la ville de Paris. Il était déjà une propriété municipale au XIXe siècle. La famille Pichon, issue de la noblesse d'Empire, posséda et habita l'hôtel dans l'intervalle.
Rénové et modifié dans les années d'après-guerre, l'hôtel est notamment doté en 1949 d'un nouvel escalier d'honneur, pastiche d'un escalier classique du XVIIe siècle, et qui n'est pas sans évoquer celui du château de Maisons, percé à l'emplacement de l'ancienne salle à manger, dont il conserve les décors d'origine.
Depuis le 12 novembre 2013, l'hôtel de Lauzun abrite l'Institut d'études avancées de Paris, un institut de recherche qui accueille en résidence des chercheurs internationaux en sciences humaines et sociales.

## Description
L'hôtel de Lauzun est situé au 17, quai d'Anjou sur l'île Saint-Louis dans le 4e arrondissement de Paris. Sa façade extérieure, qui s'inscrit dans l'alignement des bâtiments qui composent cette voie, présente un élément remarquable, son balcon ouvragé en fer forgé. Des grilles d'entrées ont été installées en 1910.

Façade sur le quai d'Anjou
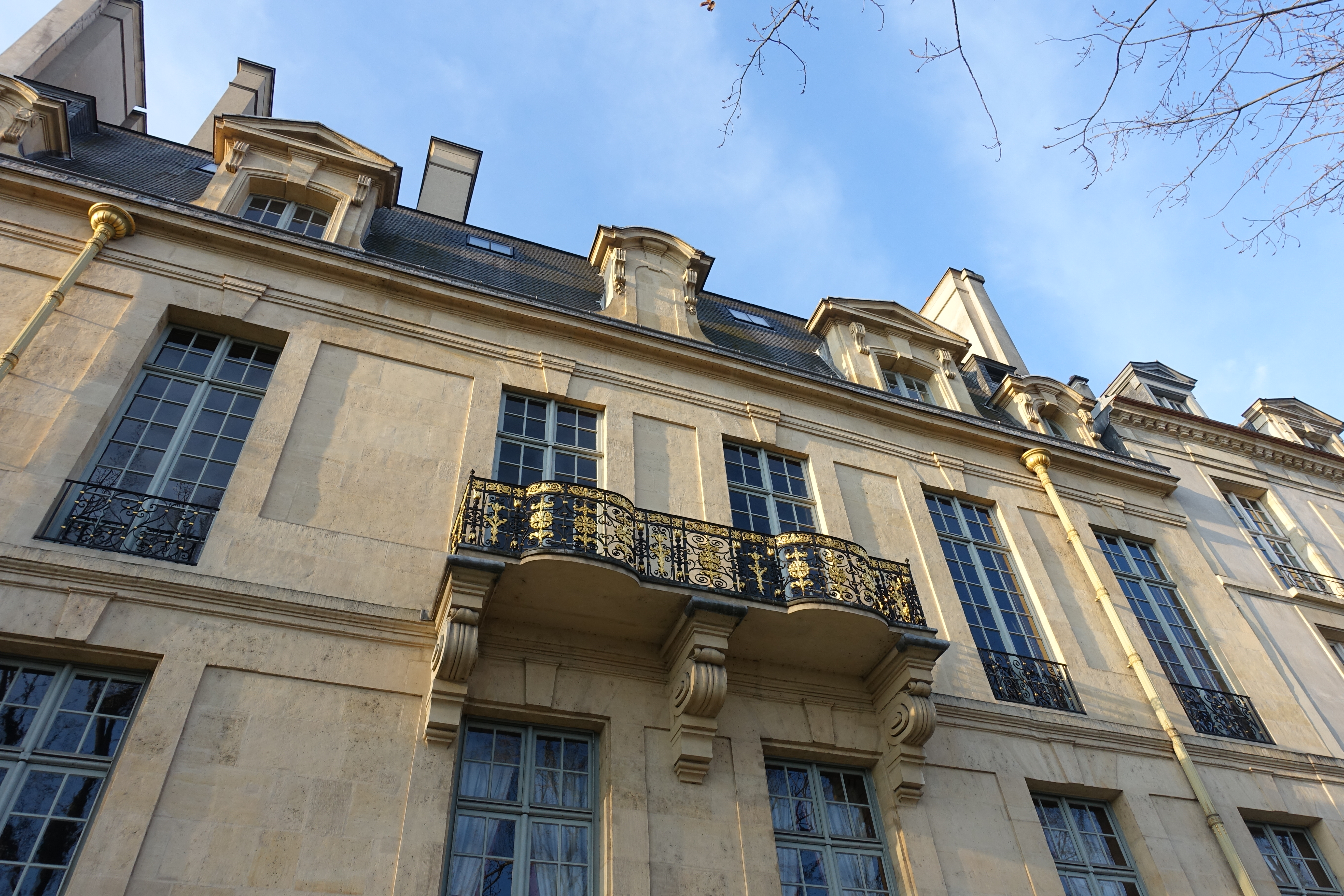
Façade principale du corps de logis sur le quai.
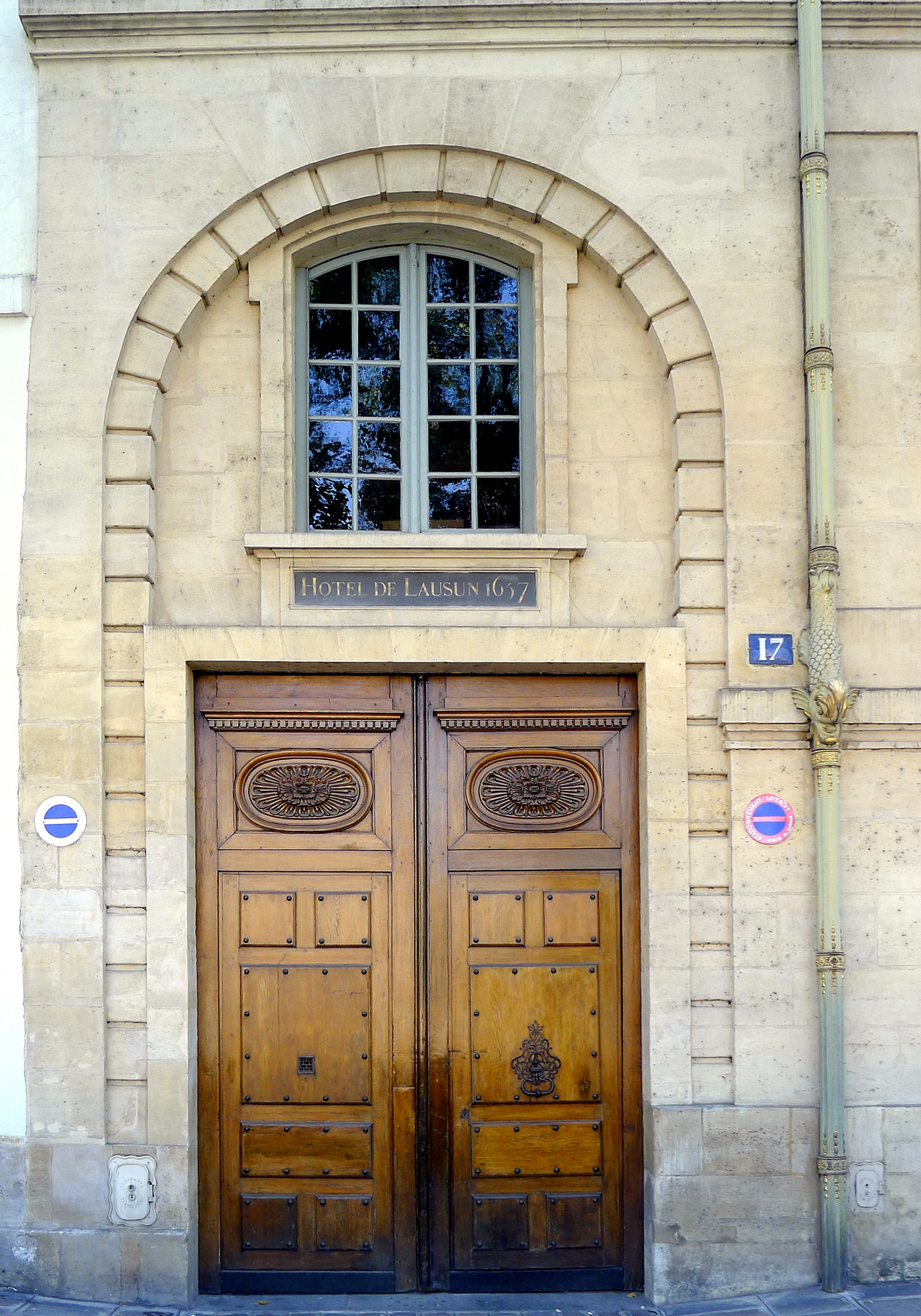
Le portail
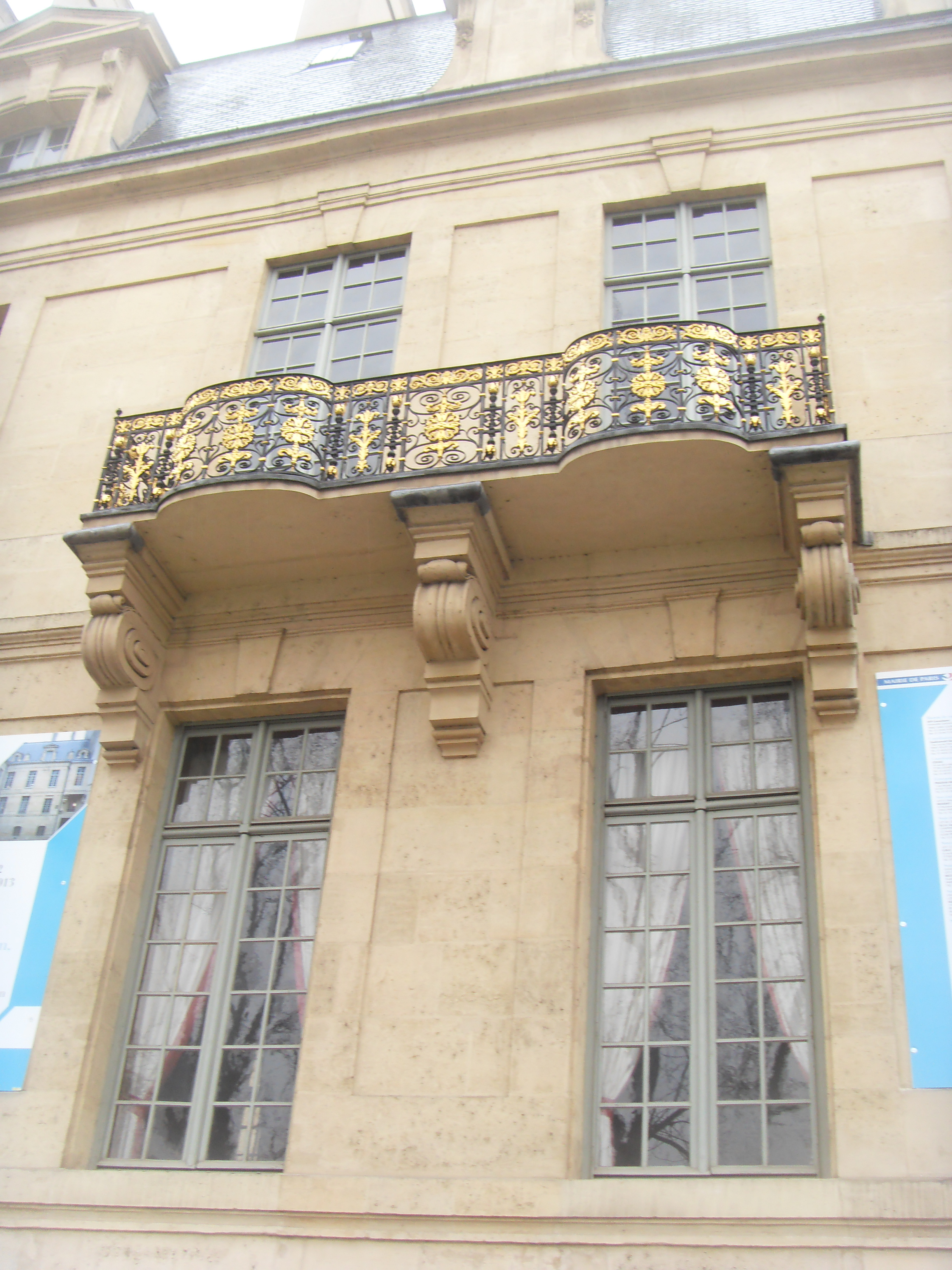
Le balcon.

La cour intérieure, pavée, comprend trois façades ainsi qu'un mur aveugle décoré d'arcades.

Cour intérieure
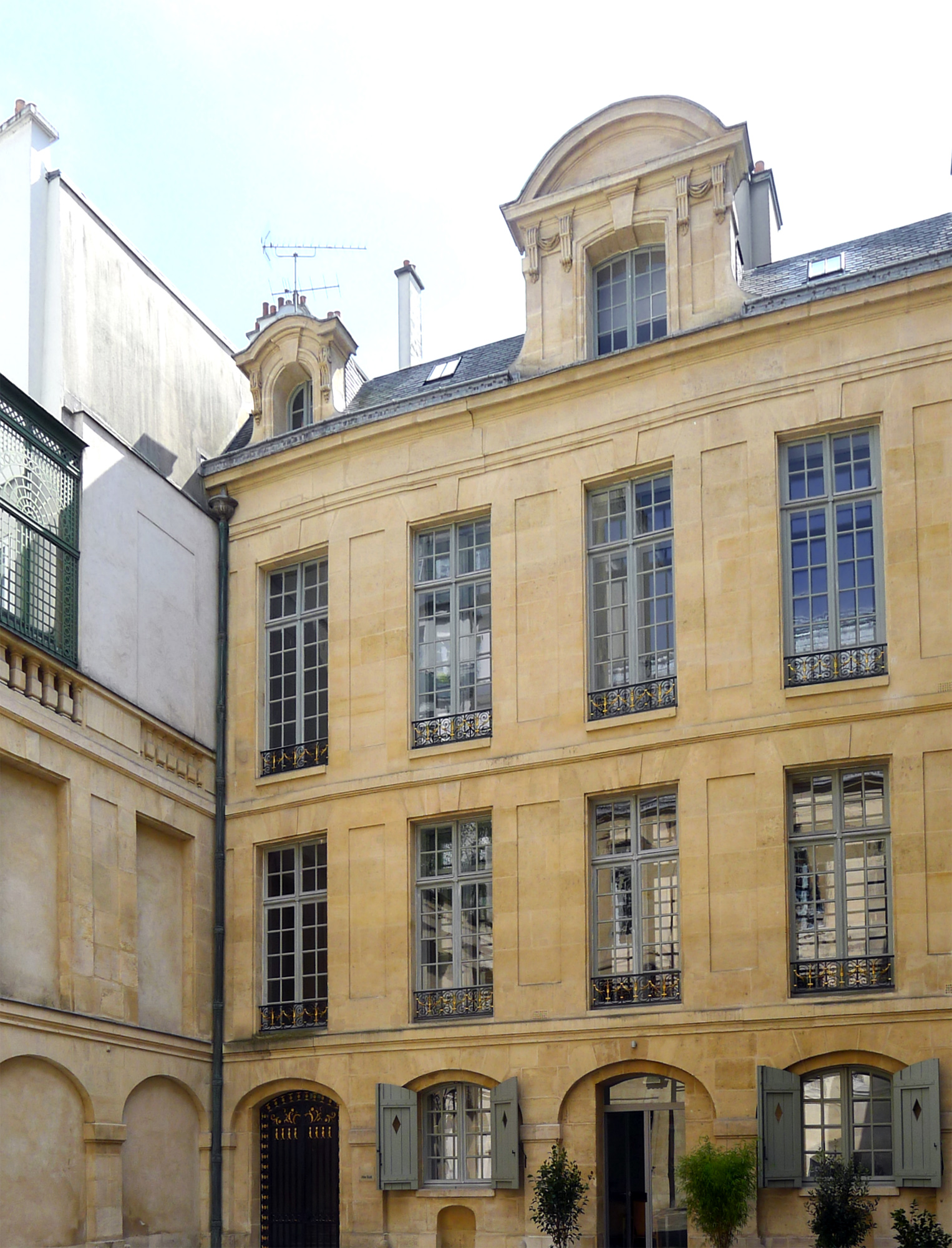
Façade sud, sur cour, et mur renard est.
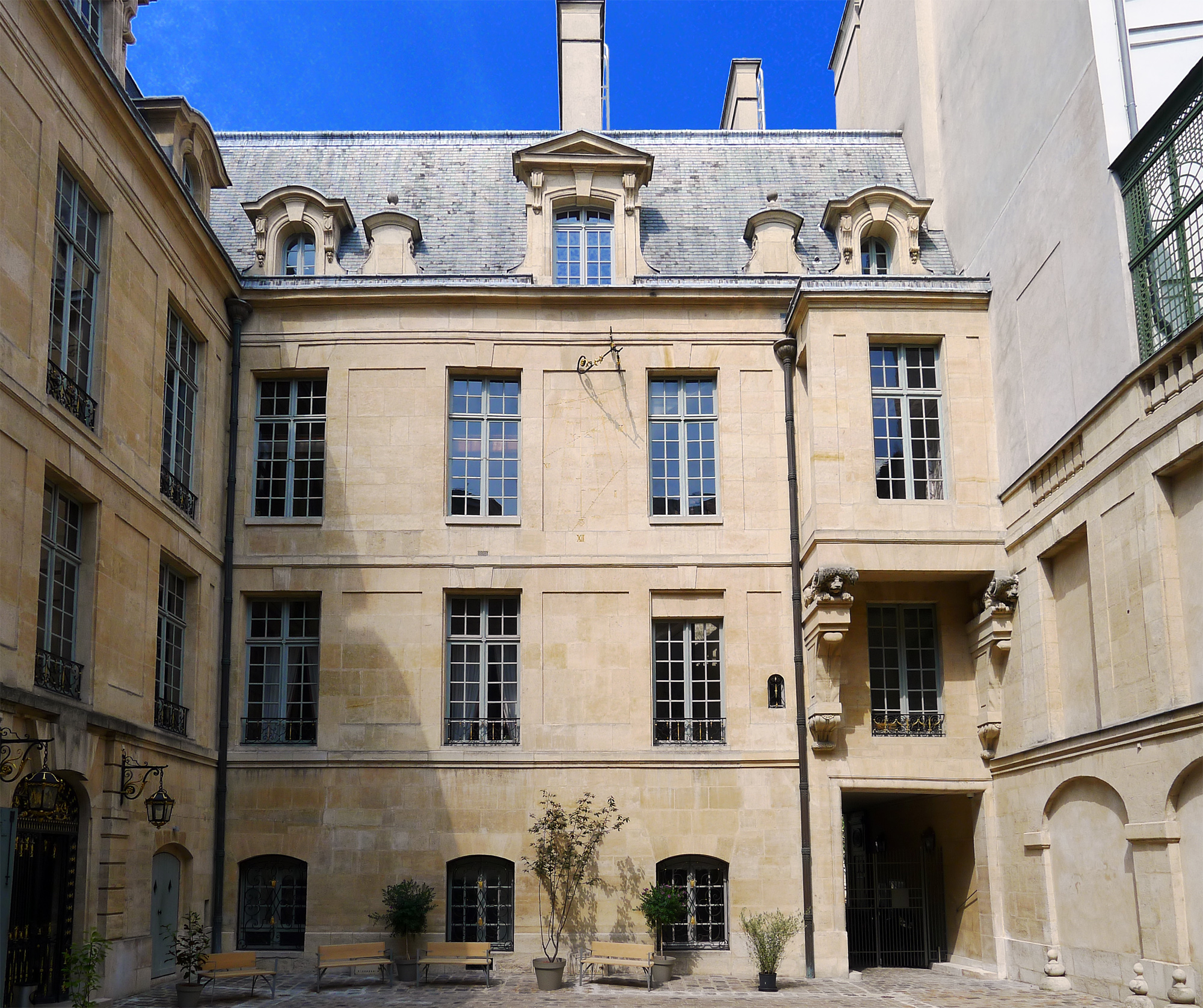
Façade nord, disposant au centre d'un cadran solaire.
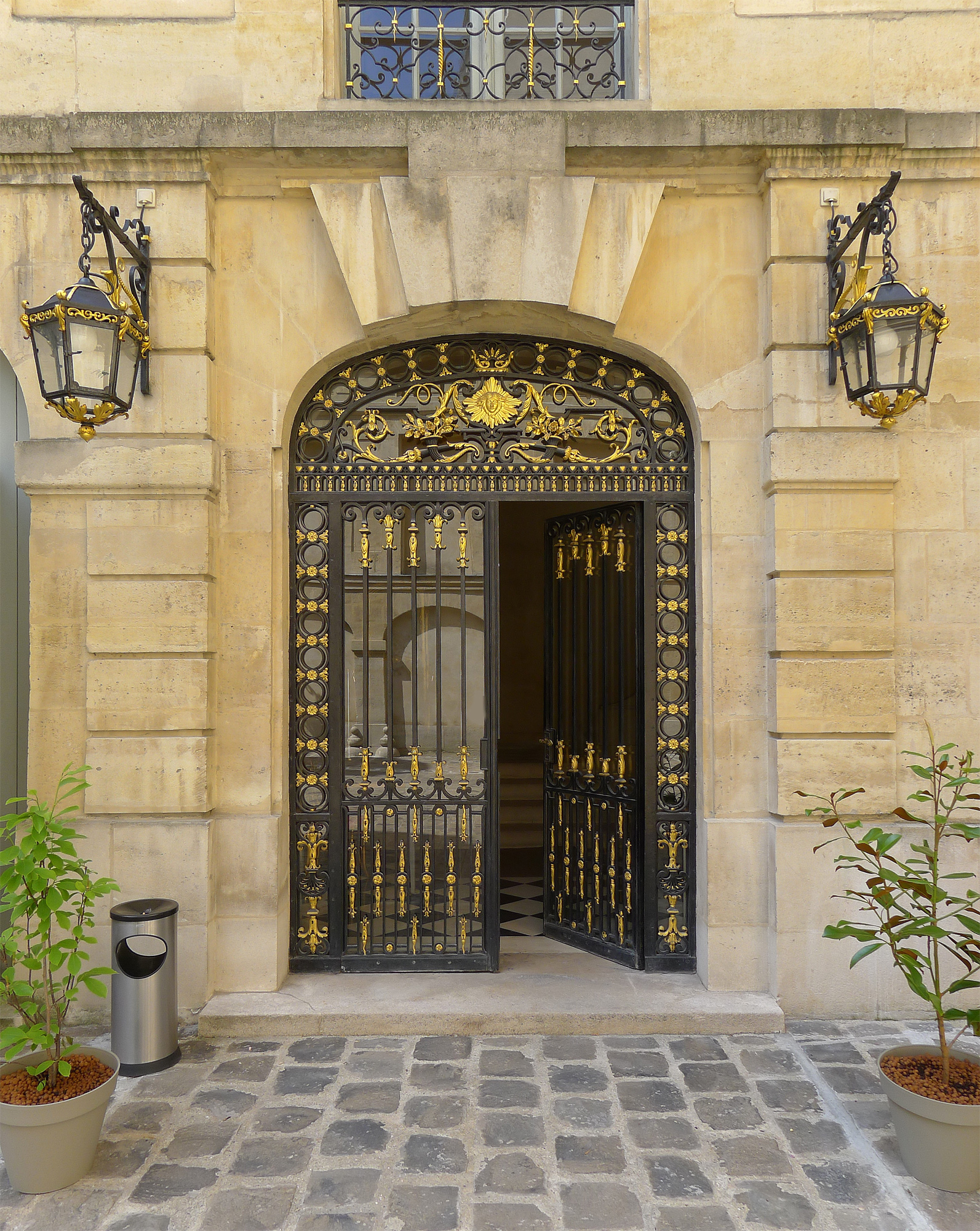
Porte sur la façade ouest.
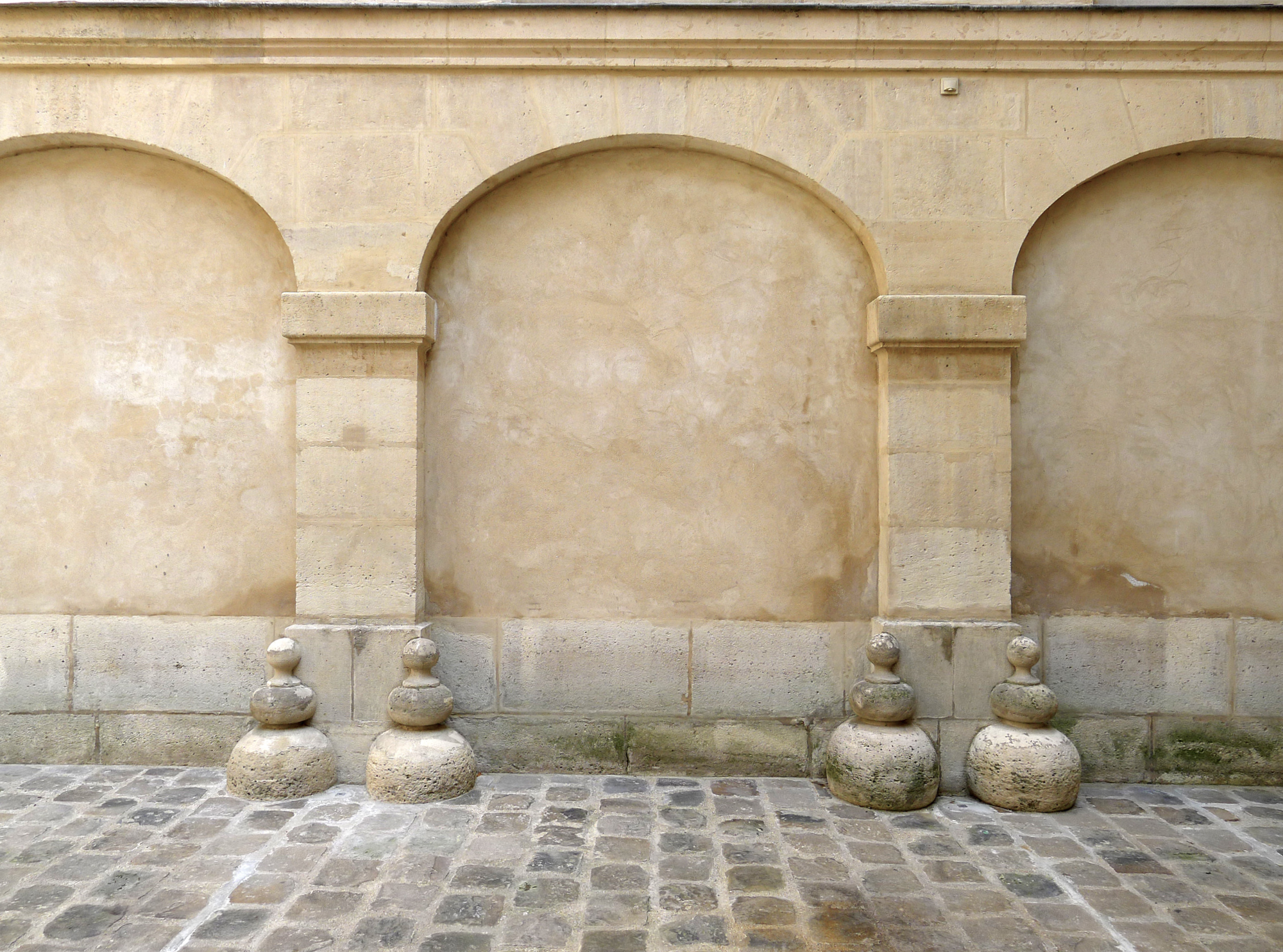
Mur renard, à l'est.

Détails
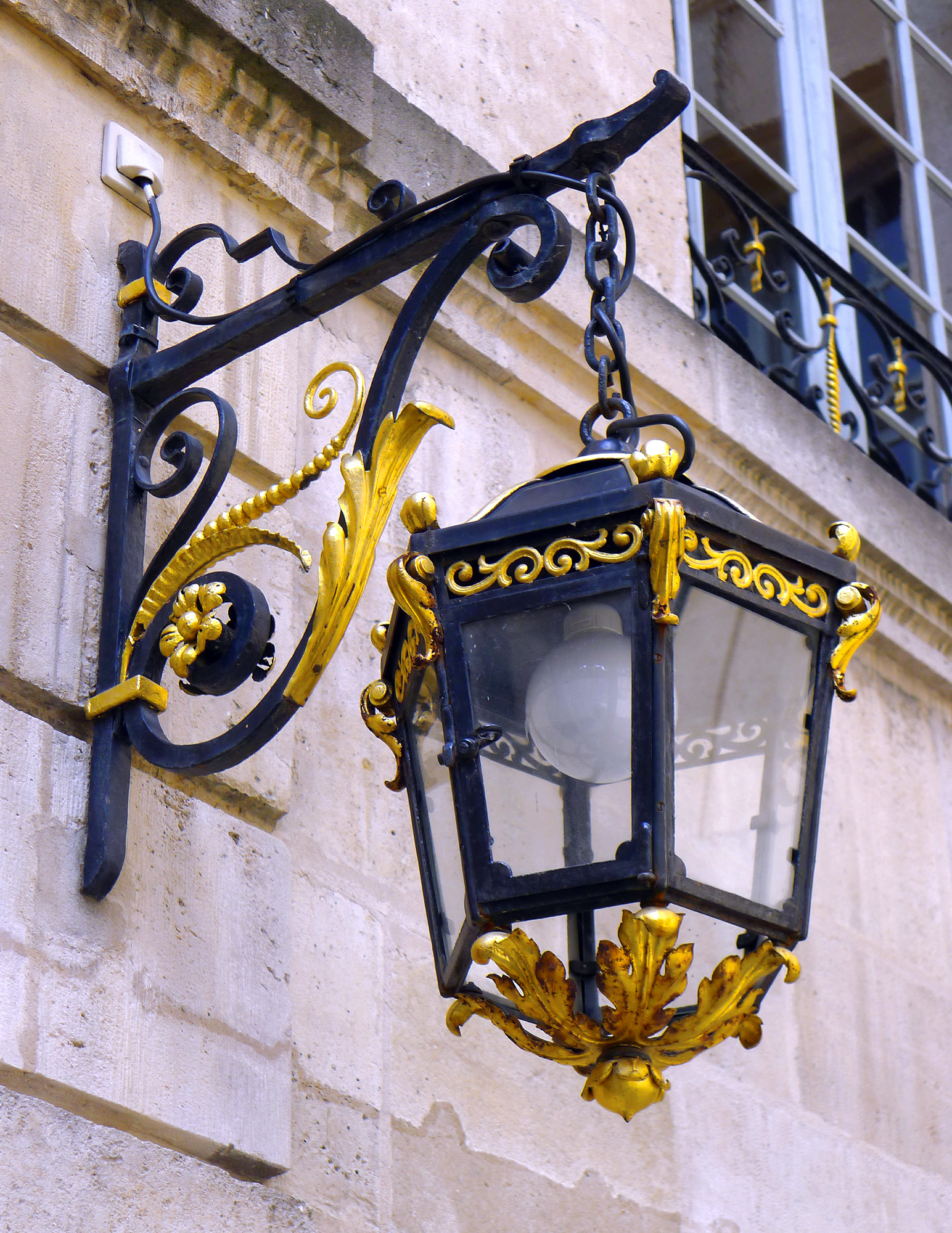
Lanterne ornée, façade sur quai.
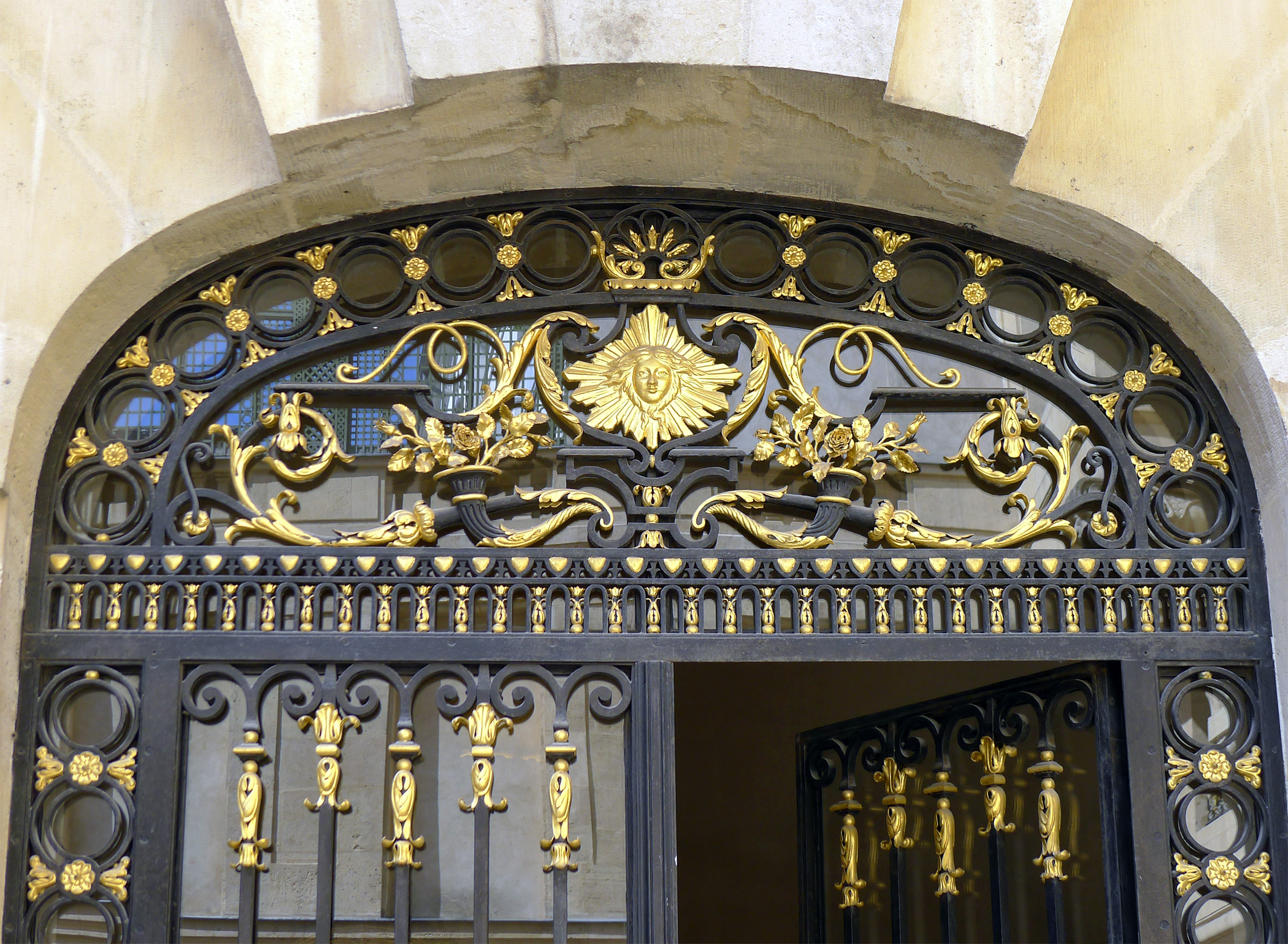
Détail d'une porte sur cour, façade ouest.
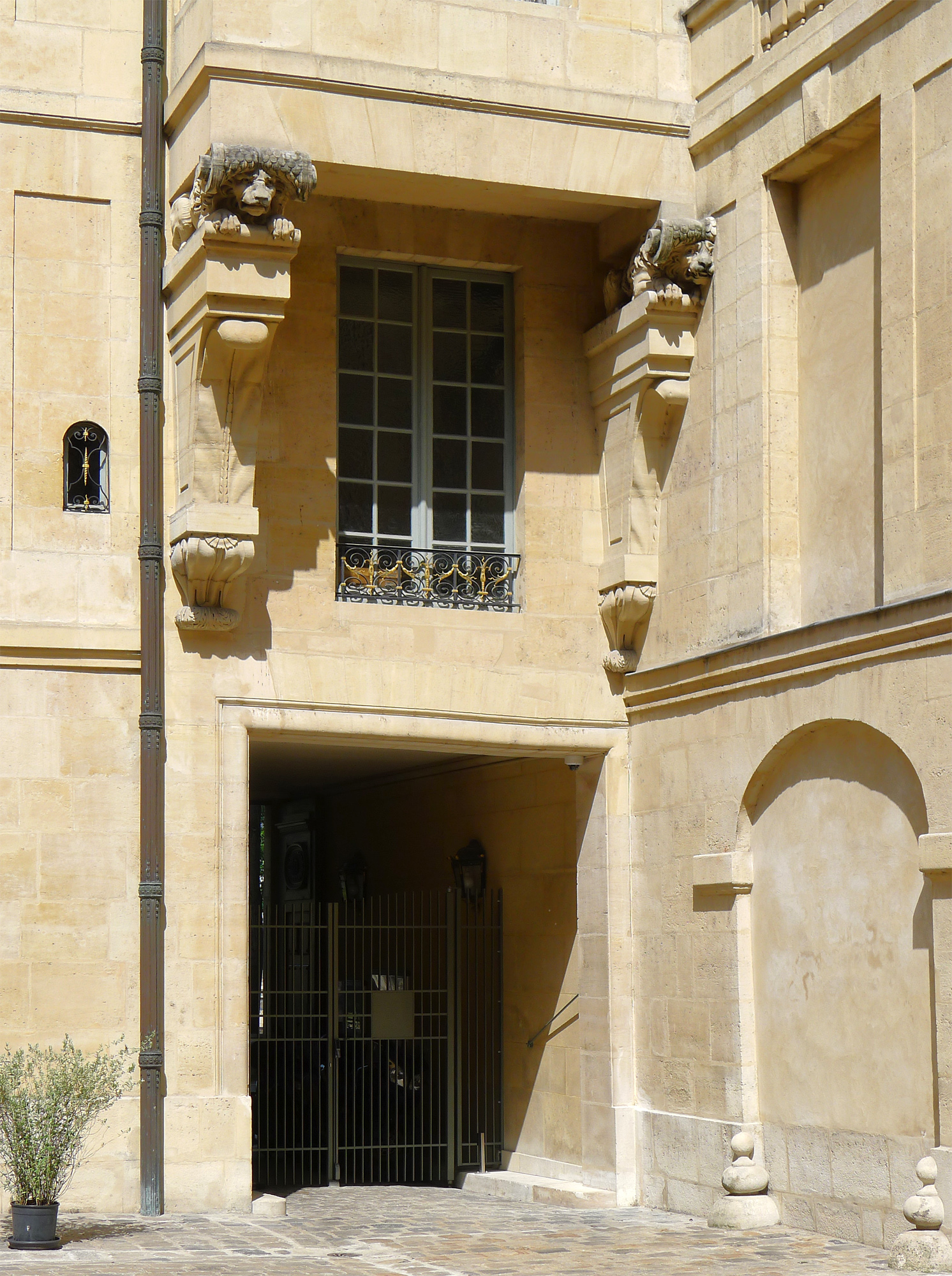
Cabinet soutenu par deux lions sculptés, façade nord sur cour.
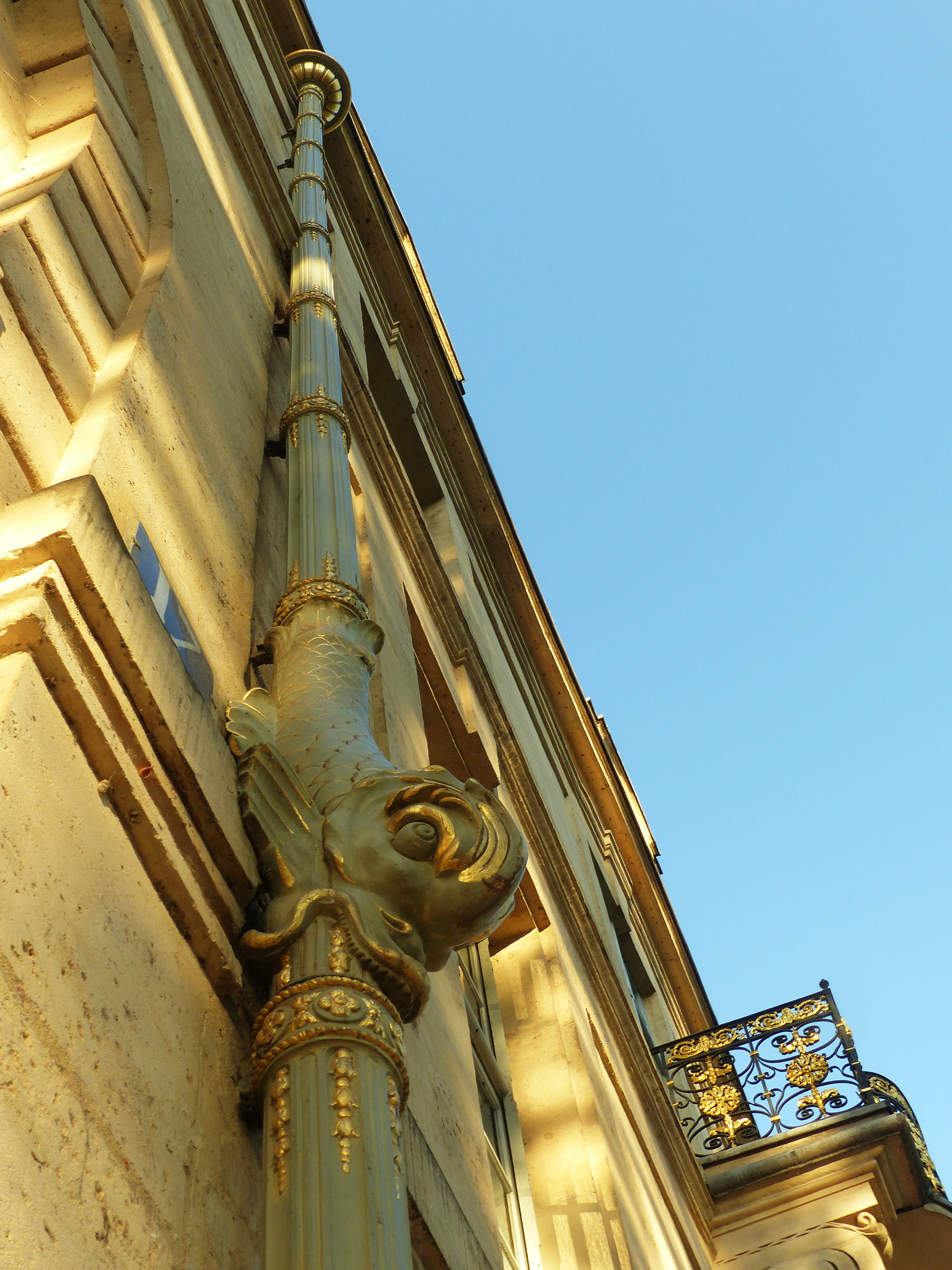
Gouttière ornée, figurant un dauphin, façade sur quai.

Entre deux fenêtres du deuxième étage, sur la façade nord de la cour, se trouve un cadran solaire vertical déclinant de l'après-midi, qui indique à la fois les heures et le calendrier. De 3,20 mètres de haut, 1,60 mètre de large, il est à la fois gravé et peint. Riche, il figure quatre lignes horaires. Deux relient l'arc du solstice d'été à celui du solstice d'hiver, une l'arc du solstice d'hiver à l'équatoriale, deux l'arc du solstice d'hiver au bord droit du cadran. Quatre lignes des demi-heures figurent en pointillé. La ligne équatoriale, ascendante et également en pointillé, est accompagnée des symboles de la Balance et du Bélier ; les deux arcs des solstices figurent respectivement le Cancer et le Capricorne. La ligne de midi vrai sert aussi à indiquer le calendrier, par douze traits perpendiculaires correspondant au premier jour de chaque mois, le premier semestre à gauche de la ligne, le second à droite. Le disque n'a pas été replacé lors de la restauration du cadran en 1957. Il se trouvait dans les réserves de l'hôtel en 1970, date à laquelle une photographie d'archivage en fut prise ; le devenir du disque depuis n'est pas connu. Il représentait un visage, entouré de rayons convergeant vers l'œilleton. Le tripode qui le soutenait, décoré, comme les lanternes et gouttières de l'hôtel, par des motifs végétaux dorés, est toujours présent au dessus du cadran.

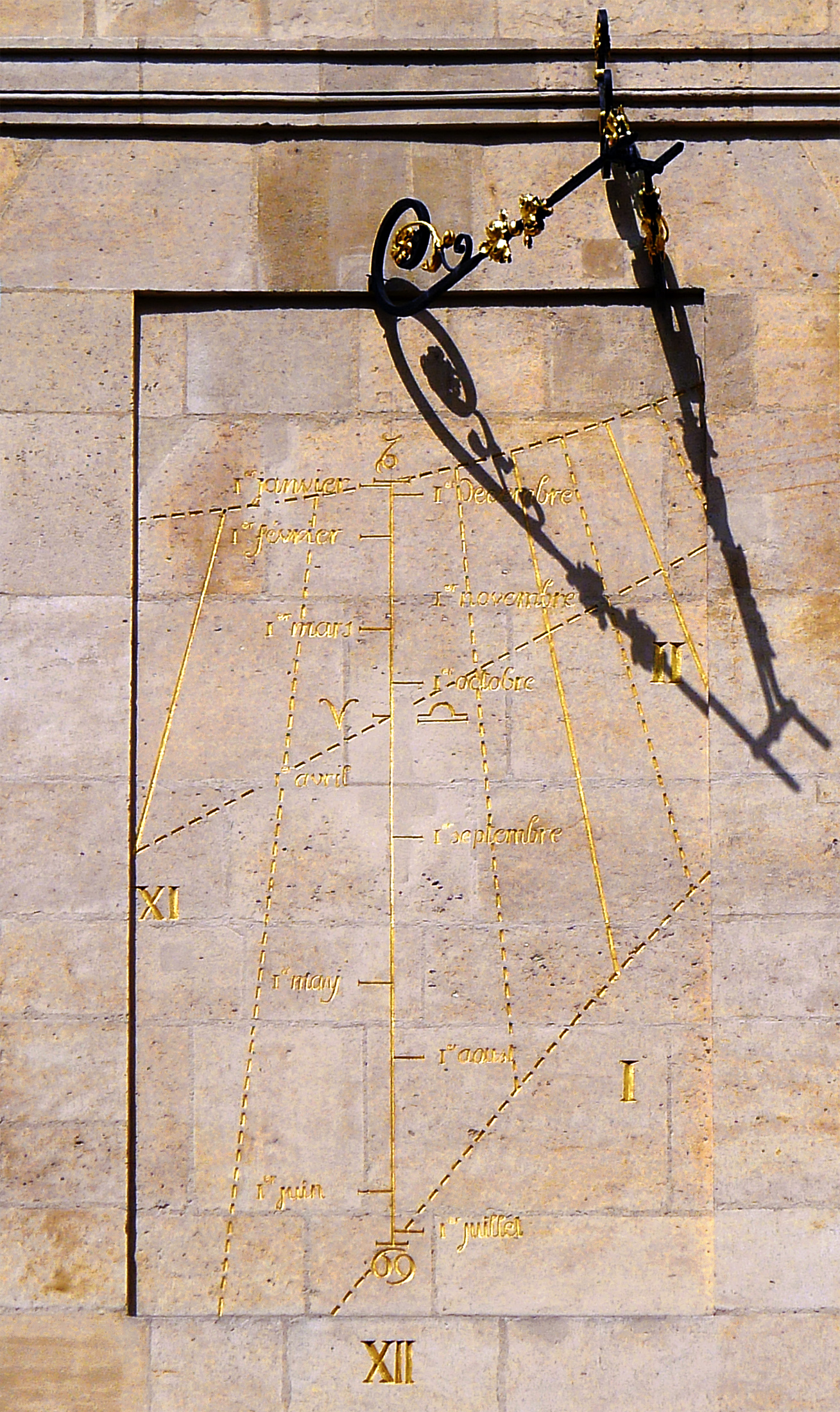
Cadran solaire, dans la cour.

Les grilles datant de 1910 sont retirées au début des années 2000, à l'occasion de la restauration des façades, et remplacées par de nouvelles, en bois. En 2021 leur vente à Drouot, bien que légale, navre les défenseurs du patrimoine parisien.

## Lieu de tournage
En 1998, l'hôtel est un des lieux de tournage du film La Neuvième Porte de Roman Polanski. Sa façade y représente le bâtiment de la fondation de la baronne Kessler.
L'hôtel de Lauzun figure dans le film Hadewijch (2009) de Bruno Dumont, en tant qu'appartement des parents de Céline.
En 2015, une équipe de l'émission Secrets d'Histoire a tourné plusieurs séquences à l'hôtel dans le cadre d'un numéro consacré à Anne-Marie-Louise d'Orléans, intitulé La Grande Mademoiselle : une rebelle sous Louis XIV et diffusé le 19 juillet 2016 sur France 2.
En 2023, les salons d'apparat de l'hôtel de Lauzun figurent les appartements de la reine Anne d'Autriche dans le film Les Trois Mousquetaires : D'Artagnan.